# Scott Aukerman
Scott Aukerman (Savannah, 2 de julio de 1970) es un actor, escritor, cineasta y comediante estadounidense. Inició su carrera como guionista y comediante en el programa de sketches Mr. Show y logró reconocimiento como presentador del podcast Comedy Bang! Bang! y de la serie de televisión del mismo nombre del canal IFC. Aukerman es uno de los creadores del programa de entrevistas Entre dos helechos junto con Zach Galifianakis.

## Filmografía destacada

### Televisión
- Mr. Show with Bob and David (1996–1998), varios
- Just Shoot Me! (1999), Greenberg
- The Huntress (2001), Phil Hegel
- The Offensive Show (2002), varios
- Cheap Seats: Without Ron Parker (2006), Andrew Merchant
- The Sarah Silverman Program (2007), Agente Falconer
- The Right Now! Show (2007), varios
- David's Situation (2008), productor
- Lewis Black's Root of All Evil (2009)
- The Sarah Silverman Program (2010)
- Childrens Hospital (2011), padre desesperado
- Curb Your Enthusiasm (2011), oficial
- The Birthday Boys (2014), Parker Van Dell
- TripTank (2014–2015), varios
- W/ Bob & David (2015), varios
- Animals. (2016), Jíbaro
- Bajillion Dollar Propertie$ (2016), Tobin
- Michael Bolton's Big, Sexy Valentine's Day Special (2017), guardia de seguridad
- Brooklyn Nine-Nine (2017), Glandis
- Big City Greens (2018), voz[5]
- I'm Sorry (2019), Rob

#### Cine
- That Darn Punk (2001), Sr. Hollywood Pants
- Run Ronnie Run (2002), secuestrador
- Austin Powers in Goldmember (2002), Nigel
- Melvin Goes to Dinner (2003), oficial de policía
- Cake Boy (2005), Mickey